# Free State Stars
Der Free State Stars Football Club ist ein Fußballverein aus dem südafrikanischen Bethlehem. Der Verein wurde 1977 gegründet und trägt den Spitznamen Ea Lla Koto. Die Free State Stars spielen in der Premier Soccer League, der höchsten Spielklasse des Landes.

## Bekannte Spieler
- Siphiwe Tshabalala (2004–2007)
- Clive Hachilensa (2005–2007)
- Kennedy Mweene (2005–)
- Jonathan Mensah (2008–2009)

## Trainer
- Kinnah Phiri (2007–2008)
- Steve Komphela (2008–2009, 2010–2013)
- Tom Saintfiet (2014–2015)
- Jo Stock (2014–2015), Torwarttrainer
- Ernst Middendorp (2015)